# Sam & Dave

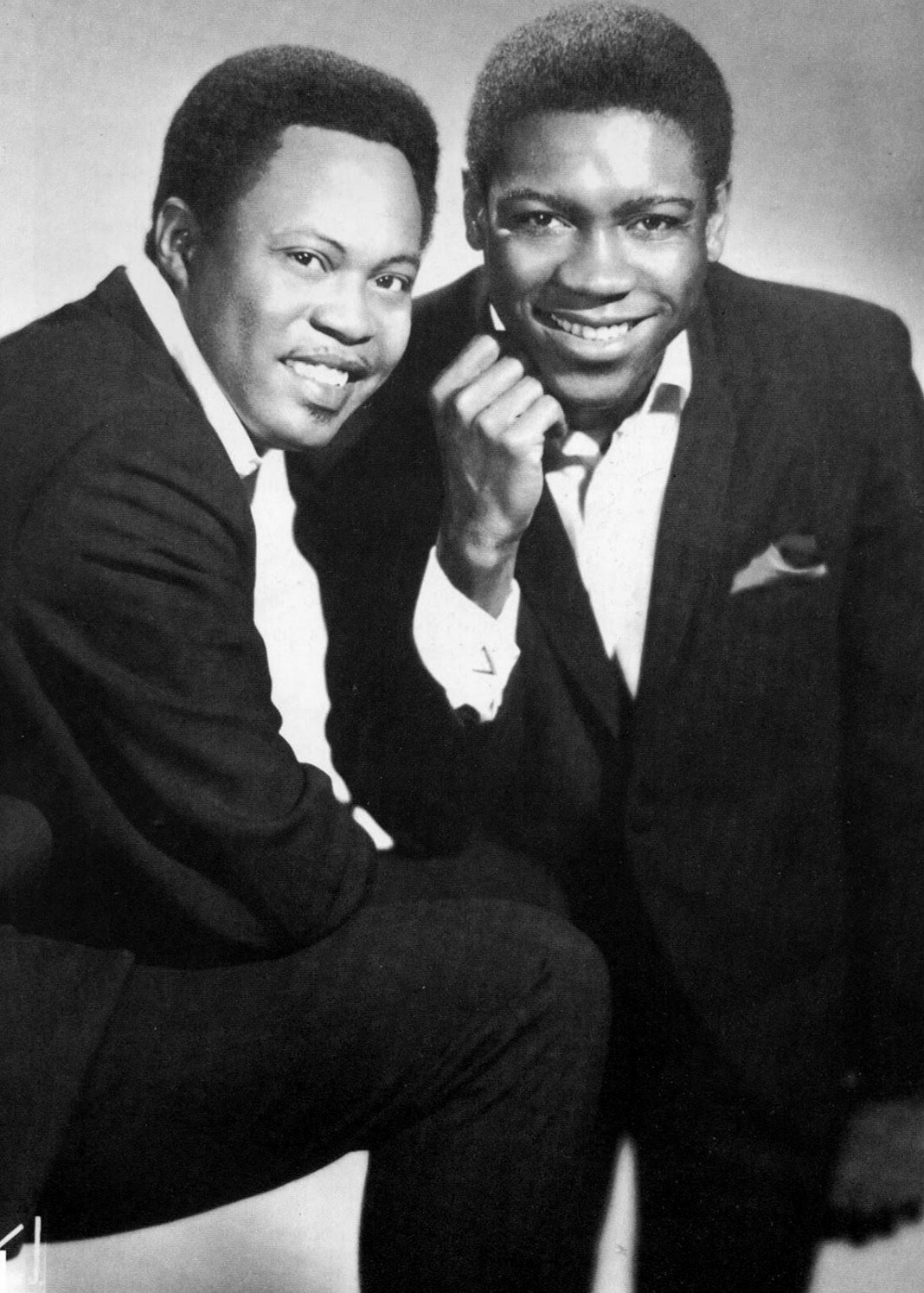
Sam & Dave

Sam & Dave was een Amerikaans soulduo, bestaande uit Sam Moore (1935-2025) en David Prater (1937-1988). Sam & Dave behoorden tot de eerste soulartiesten. Het duo had een reeks hits in de jaren zestig van de twintigste eeuw, waaronder "Soul Man" en "I Thank You".

## Geschiedenis
Sam & Dave hadden al ervaring in de gospel, rhythm-and-blues en soul voor ze een duo vormden. Ze ontmoetten elkaar in 1961 in The King of Hearts Club, een nachtclub in Miami, Florida. Moore organiseerde daar een amateurwedstrijd, waar Prater optrad. Toen Prater tijdens het zingen de tekst van een liedje van Jackie Wilson vergat, sprong Moore bij. Vanaf die avond begonnen de twee professioneel samen te werken en groeiden ze uit tot een lokaal populair zangduo. Ze tekenden een contract bij Roulette Records, waar ze enkele singles uitbrachten.
In 1965 tekenden ze bij Atlantic Records. Producer Jerry Wexler leende ze vrijwel direct uit aan Stax Records, waarvoor Atlantic de muziek distribueerde. Bij Stax werden Isaac Hayes en David Porter aangesteld als de vaste producers en tekstschrijvers van Sam & Dave. Zij schreven en produceerden de meeste van Sam & Daves hits, te beginnen met hun eerste single voor Stax, "You Don't Know Like I Know" uit 1966. Na dit nummer volgde een reeks van top-tienhits in de R&B- en soulhitlijsten, waaronder "Hold On! I'm Comin'" (1966), "You Got Me Hummin'" (1966), "When Something Is Wrong with My Baby" (1967), "Soul Man" (1967) en "I Thank You" (1968). Een aantal van deze hits haalden ook de Amerikaanse pophitlijsten. "Soul Man" uit 1967 was hun eerste van een reeks internationale hits. Sam & Dave werden op veel van de singles bijgestaan door Booker T. & the M.G.'s, de huisband van Stax.
Sam & Dave kregen de reputatie een van de beste live-acts van de late jaren zestig te zijn. Aan hun energieke, opzwepende optredens dankten ze de bijnaam "Double Dynamite", dubbel dynamiet. Buiten het podium konden Sam en Dave echter slecht met elkaar opschieten. Ze ruzieden en vochten regelmatig, en op een gegeven moment spraken de twee niet meer met elkaar.
In 1968 stopte Atlantic met het distribueren van de producten van Stax. Hierdoor hadden Sam & Dave, die een contract hadden bij Atlantic, geen toegang meer tot de producties van Hayes en Porter en de ondersteuning van Stax' huismuzikanten. Hierdoor daalde de kwaliteit en het succes van hun volgende singles. Na hun laatste single voor Stax, Soul Sister, Brown Sugar, wisten ze geen grote hit meer te scoren. Door het uitblijven van succes, de onderlinge spanningen en drugsmisbruik ging het duo in 1970 uit elkaar.
Gedurende de jaren zeventig werd het duo regelmatig voor korte tijd herenigd. In 1978 werd er opnieuw interesse gewekt in de muziek van het duo dankzij Dan Aykroyd en John Belushi, die voor hun Saturday Night Live-act The Blues Brothers "Soul Man" opnieuw opnamen. Toen deze versie een hit werd in de Verenigde Staten, keerde het duo weer terug en gaven ze weer enkele optredens. Sam & Dave gaven hun laatste optreden op oudejaarsavond 1981. Hierna ging Prater enige tijd op tournee onder de naam Sam & Dave met zanger Sam Daniels, totdat Moore hem via de rechter verhinderde die naam te gebruiken.
In de jaren tachtig onthulde Moore dat hij in de jaren zeventig aan drugsverslaving leed, en dat dit een belangrijke oorzaak is van de problemen tussen hem en Prater. In 1987 werd Prater gearresteerd voor de handel in cocaïne. Een jaar later stierf hij bij een auto-ongeluk.
In 1992 werden Sam & Dave opgenomen in de Rock and Roll Hall of Fame. Moore was nog steeds actief in de muziek en trad nog af en toe op. In januari 2025 overleed Moore op 89-jarige leeftijd.

## Discografie

### Studioalbums
- 1966: Hold On, I'm Comin' (Stax)
- 1966: Double Dynamite  (Stax)
- 1967: Soul Men (Stax)
- 1968: I Thank You (Atlantic)
- 1975: Back At Cha (United Artists)

### Singles
| Single met eventuele hitnotering(en) in de Nederlandse Top 40 | Datum van verschijnen | Datum van binnenkomst | Hoogste positie | Aantal weken | Opmerkingen |
| ------------------------------------------------------------- | --------------------- | --------------------- | --------------- | ------------ | ----------- |
| Soul Man                                                      |                       | 11-11-1967            | 13              | 9            |             |
| I Thank You                                                   |                       | 2-3-1968              | 22              | 9            |             |
| You Don't Know What You Mean To Me                            |                       | 15-6-1968             | 5               | 12           |             |
| Can't You Find Another Way (Of Doing It)                      |                       | 7-9-1968              | 16              | 7            |             |
| Everybody Got To Believe In Somebody                          |                       | 30-9-1968             | tip             |              |             |
| Soul Sister, Brown Sugar                                      |                       | 8-2-1969              | 28              | 3            |             |
| Born Again                                                    |                       | 12-4-1969             | tip             |              |             |

### NPO Radio 2 Top 2000
| Nummer met noteringen in de NPO Radio 2 Top 2000 | '99  | '00  | '01  | '02 | '03  | '04  | '05  | '06-'08 | '09  | '10  | '11  | '12  | '13  | '14  | '15  | '16  | '17  |
| ------------------------------------------------ | ---- | ---- | ---- | --- | ---- | ---- | ---- | ------- | ---- | ---- | ---- | ---- | ---- | ---- | ---- | ---- | ---- |
| Soul Man                                         | 1170 | 1743 | 1763 | -   | 1517 | 1723 | 1686 | -       | 1567 | 1494 | 1423 | 1422 | 1742 | 1535 | 1980 | 1577 | 1996 |

1. ↑  Een '-' betekent dat het nummer niet was genoteerd en een vetgedrukt getal geeft de hoogste notering aan.
2. ↑  Deze tabel is bijgewerkt tot en met de laatste editie (2024).